# Línea C2 (Transportes de Murcia)
La línea C2 de Transportes de Murcia es una línea circular que une la Plaza Circular, las estaciones de bus y tren y la avenida de Primero de Mayo en sentido antihorario. El sentido contrario lo proporciona la línea C1.

## Horario
|                    | Laborables invierno | Laborables verano | Sábados | Domingos y festivos |
| ------------------ | ------------------- | ----------------- | ------- | ------------------- |
| Primera expedición | 7:20                | 7:20              | 7:00    | 8:00                |
| Frecuencia         | 13 min              | 17 min            | 25 min  | 45 min              |
| Última expedición  | 22:00               | 22:00             | 22:00   | 21:30               |

## Recorrido y paradas
| N.º  | Parada                           | Conexión          | Notas |
| ---- | -------------------------------- | ----------------- | ----- |
| 9030 | Plaza Circular, 14               | C4 C5 R14 R20 R80 |       |
| 9057 | Cárcel Vieja                     | C4                |       |
| 9032 | Primo de Rivera, 12              | C4                |       |
| 9033 | Ronda Norte, 4                   | C4                |       |
| 9034 | Ronda Norte, 16                  | C4                |       |
| 9035 | Renault                          | C4                |       |
| 9036 | San Antón, 29                    | C4 R12            |       |
| 9165 | Jardín de la Seda                | C4 R12            |       |
| 9037 | San Andrés (Farmacia)            | C4 R12            |       |
| 9038 | Juan de la Cierva, 6             | C4 R12            |       |
| 9164 | Malecón                          | C4 R12            |       |
| 9039 | Plaza Camachos                   | C4 C5 R17         |       |
| 9040 | Alameda de Colón, 11             | C4 C5 R17         |       |
| 9041 | Espinosa (par)                   | C4 C5 R17         |       |
| 9256 | Floridablanca, 54                | C4 C5 R17         |       |
| 9042 | Avda. Perea                      | C4 C5 R17         |       |
| 9043 | Estación Ferrocarril (impar)     | C4 C5 R17         |       |
| 9044 | Pintor Pedro Flores, 8           | C4 R17            |       |
| 9045 | Pintor Pedro Flores, 32          | C4 R17            |       |
| 9012 | Pintor Almela Costa (par)        | C4 R17 R80        |       |
| 9046 | Pío Baroja                       | R17               |       |
| 9170 | Monte Carmelo                    |                   |       |
| 9048 | Vicente Aleixandre               |                   |       |
| 9172 | Alberto Sevilla                  |                   |       |
| 9049 | Alberto Sevilla Centro Educación |                   |       |
| 9169 | Esquina Ciudad de la Justicia    | C3 C4             |       |
| 9050 | Carrefour Infante                | C4                |       |
| 9051 | Auditorio Víctor Villegas        | C4                |       |
| 9052 | Avda. Primero de Mayo, 13        | C4                |       |
| 9053 | Hotel Nelva                      | C4                |       |
| 9054 | Gasolinera Atalayas              | C4                |       |
| 9110 | Bloques de Ayuso (frente)        | C4 R20            |       |
| 9151 | Juan XXIII                       | C4 R20            |       |
| 9056 | Ronda de Levante, 5              | C4 R20            |       |
| 9153 | Plaza Circular, 14 (V)           | C4 C5 R14 R20 R80 |       |

- Datos: Q56641391